# Karol Šrámek
Karol Šrámek (ur. 15 stycznia 1977 w Bratysławie) – były słowacki siatkarz, który występował na pozycji atakującego bądź przyjmującego. W czasie swojej kariery grał polskich klubach jakich jak: Mostostal-Azoty Kędzierzyn-Koźle, AZS PWSZ Nysa, Gwardia Wrocław i Fart Kielce. Oprócz Polski występował również w Czechach, Austrii, Słowenii i także w takich egzotycznych krajach pod względem siatkarskim jak Portugalia, Kuwejt, Malediwy i Izrael. W 2009 roku zakończył profesjonalną karierę zawodniczą a jego ostatnim klubem był słoweński Calcit Kamnik. Był przyjmującym i atakującym, ale w meczach sparingowych grał nawet na pozycjach środkowego i libero.
Zawodnik ma również przeszłość związaną z siatkówką plażową gdzie osiągał sukcesy na szczeblu krajowym. Jest mistrzem Słowacji z 2007 roku i czterokrotnym wicemistrzem tego kraju.

## Kluby
- VKP Bratysława
- Enns
- ŽS Brno
- 1999–2000  Nacional Funchal
- 2000–2001  Unis Brno
- 2001       Kazma Sporting Club
- 2001–2004  Al-Arabi Kuwejt
- 2004       Al-Sahel SC
- 2004–2005  Mostostal-Azoty Kędzierzyn-Koźle
- 2005–2006  AZS PWSZ Nysa
- 2006–2007  Gwardia Wrocław
- 2007       Bandos Volleyball Team
- 2007–2008  Fart Kielce
- 2008       Maccabi Hod Hasharon
- 2008–2009  Calcit Kamnik

## Sukcesy
- 2007  - mistrzostwo Malediwów
- - dwukrotny mistrz Słowacji
- - trzykrotny mistrz Kuwejtu
- 2007  - mistrz Słowacji w siatkówce plażowej
- - czterokrotny wicemistrz Słowacji w siatkówce plażowej'